# Whom the Gods Would Destroy
Whom the Gods Would Destroy is een Amerikaanse dramafilm uit 1919 onder regie van Frank Borzage.

## Verhaal
Nadat een jonge uitvinder een nieuwe springstof heeft ontdekt, overreden vertegenwoordigers van een Duits chemiebedrijf hem om aan een Duitse universiteit te gaan studeren. Bepaalde aspecten van de Duitse samenleving bevallen hem niet en hij verhuist naar België. Na het uitbreken van de Eerste Wereldoorlog redt hij er de dochter van een burgemeester uit de handen van de Duitsers. Het stel moet veel ontberingen doorstaan tijdens de oorlog, maar nadat er vrede is gesloten, kunnen ze een gelukkig leven leiden.

## Rolverdeling
| Acteur            | Personage         |
| ----------------- | ----------------- |
| Jack Mulhall      | Jack Randall      |
| Pauline Starke    | Julie             |
| Kathryn Adams     | Elsa Clow         |
| Harvey Clark      | Wolf von Schwartz |
| Jean Hersholt     |                   |
| Wilton Taylor     |                   |
| Charles K. French | Herr Klaw         |
| Millard K. Wilson |                   |
| Walt Whitman      | Matthieu          |
| Edward Hearn      |                   |
| Nanine Wright     |                   |
| George C. Pearce  |                   |
| Alberta Lee       |                   |
| Betty Schade      |                   |
| Utahna La Reno    |                   |